# Arsinée Khanjian
Arsinée Khanjian (Beirute, 6 de setembro de 1958) é uma atriz e produtora cinematográfica libanesa.